# Poa antipoda
Poa antipoda är en gräsart som beskrevs av Donald Petrie. Poa antipoda ingår i släktet gröen, och familjen gräs. Inga underarter finns listade i Catalogue of Life.